# Denkmal für die Helden der Seeschlacht von Iquique im Jahr 1879

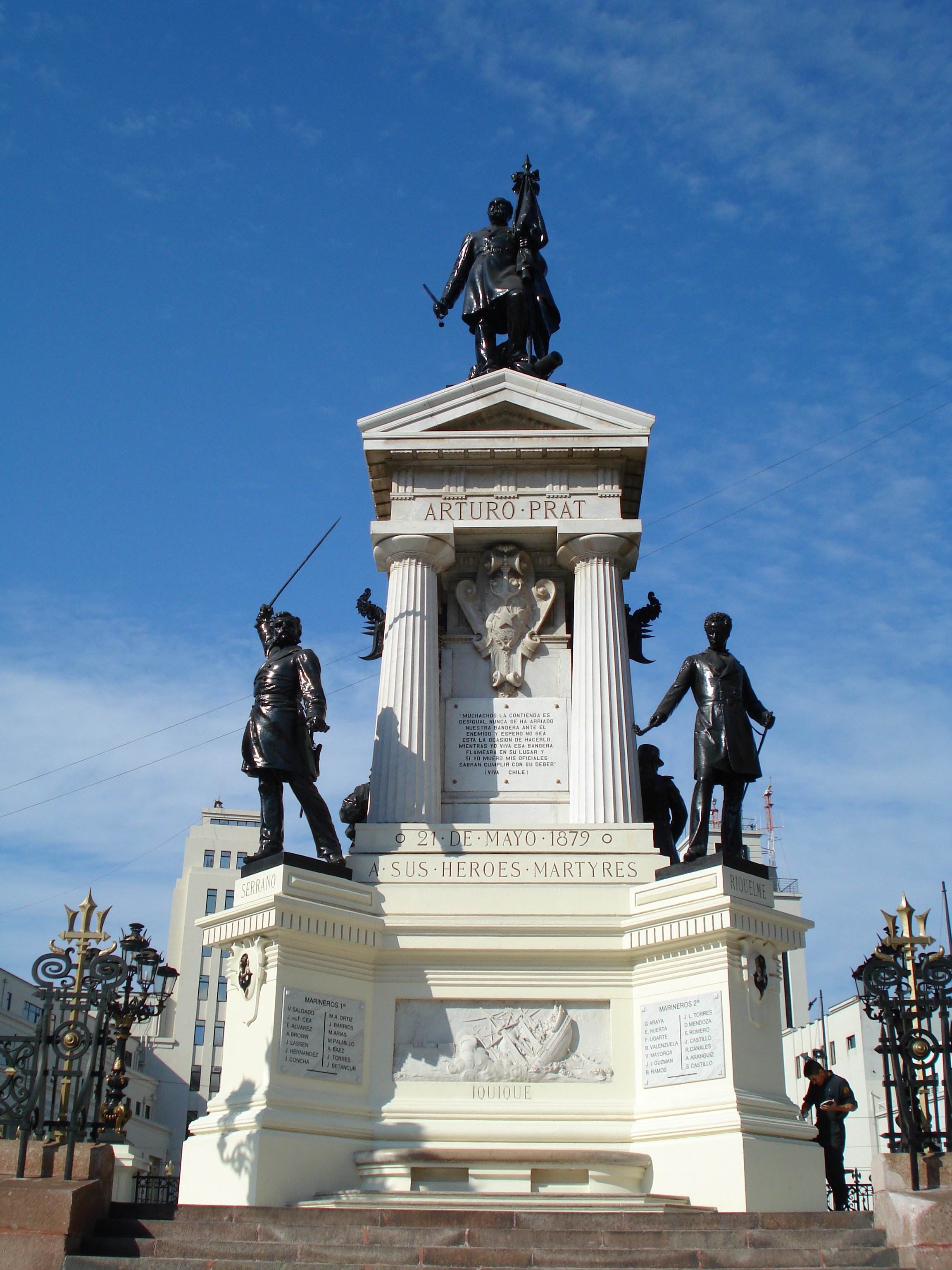
Denkmal für die Helden von Iquique

Das Denkmal für die Helden der Seeschlacht von Iquique im Jahr 1879 (span. Monumento a los Héroes de Iquique) ist ein Kriegsdenkmal, das 1886 auf dem Sotomayor-Platz vor dem Hauptquartier der chilenischen Marine in Valparaíso errichtet wurde. Das Denkmal erinnert an die chilenischen Seeleute, die in der Seeschlacht von Iquique und Punta Gruesa im Salpeterkrieg gefallen sind.

## Geschichte
Ein Gesetz, das am 12. September 1878 von Präsident Aníbal Pinto Garmendia verabschiedet wurde, gewährte den Hinterbliebenen der in den Seeschlachten von Iquique und Punta Gruesa gefallenen Soldaten eine Gnadenrente. Darüber hinaus wurde die Errichtung eines Denkmals zu Ehren der gefallenen chilenischen Seeleute angeordnet. Zur Finanzierung dieser Initiative wurde eine landesweite Spendenaktion durchgeführt, bei der insgesamt 56.000 Pesos gesammelt wurden, zusätzlich zu einem staatlichen Beitrag der chilenischen Regierung in Höhe von 35.000 Pesos.
Zur Gestaltung des Denkmals wurde in Europa eine Kommission eingerichtet, die sich aus den chilenischen Botschaftern in London und Paris sowie Admiral Luis Ángel Lynch zusammensetzte und vom chilenischen Bildhauer Virginio Arias beraten wurde. Ihnen oblag die Auswahl des hinsichtlich Form und Budget am besten geeigneten Vorschlags. Der Siegerentwurf stammte vom französischen Bildhauer Denys Puech, der das Werk unter der Leitung seines Landsmannes Norbert Maillart schuf. Der ursprüngliche Entwurf wurde verändert und eine Allegorie des Ruhms an der Spitze durch eine Statue von Arturo Prat ersetzt, der als einer der größten Nationalhelden Chiles gilt.
Die Statuen von Kapitän Prat, Leutnant Serrano und dem unbekannten Seemann wurden vom französischen Künstler Puech gefertigt. Der chilenische Künstler Arias war verantwortlich für die Gestaltung der Statuen von Fähnrich Riquelme und Sergeant Juan de Dios Aldea sowie der Flachreliefs, die die Seeschlachten von Angamos und Punta Gruesa darstellen. Der Sockel des Denkmals wurde von chilenischen Steinmetzen geschaffen.
Das Denkmal wurde am 21. Mai 1886 zur Erinnerung an den siebten Jahrestag der Seeschlachten von Präsident Domingo Santa María eingeweiht. Der ursprüngliche Name des Denkmals lautete „Denkmal für die Nationale Marine“ und wurde später umbenannt, um insbesondere die im Salpeterkrieg gefallenen Seeleute zu ehren. Im darauffolgenden Jahr fand eine umfangreiche Beisetzung für Konteradmiral Carlos Condell statt, dessen Überreste in diesem Denkmal beigesetzt wurden. Im Jahr 1888 wurden die sterblichen Überreste von Arturo Prat, Leutnant Ignacio Serrano und Sergeant Juan de Dios Aldea von Iquique nach Valparaíso überführt. Diese Beisetzung gilt als eine der am zahlreichsten besuchten in der Geschichte der Stadt. Sie erhielten ein Staatsbegräbnis.
Anlässlich der Erinnerungen an diese Seeschlachten findet jährlich am 21. Mai vor dem Denkmal die Parade der maritimen Ruhmestaten statt. Den Vorsitz der Zeremonie führt der Präsident der Republik.